# Tűzkereszt (Belgium)
A Tűzkereszt (hollandul: Vuurkruis 1914-1918, franciául: Croix de Feu 1914-1918) állami kitüntetés Belgiumban. Az 1934-ben alapított emlékkeresztet azok a belga katonák kaphatták meg, akik már rendelkeztek az ún. "Tűzkártyával" (Carte du Feu / Vuurkaart). Utóbbi azt jelentette, hogy az első világháború alatt a fronton ellenséges tűz alá kerültek. A Tűzkártyával rendelkező katonák a kitüntetést francia vagy holland nyelven vehették át, de csak személyesen. A kitüntetést posztumusz nem adományozták azoknak, akik a háború alatt életüket vesztették.
A bronzból készült görög kereszt formájú kereszt sávozott, a függőleges szárán egy téglalap alakú plakett található, amely egy elhagyatott csatateret ábrázol: előtérben egy belga katonai sisak és szurony, a háttérben dombos tájon egy löveg vagy géppuska, felette felhők és a nap sugarai.
A kereszt hátoldalán a belga királyi korona, egy babérkoszorú, latin nyelvű felirat ("Salus Patriæ Suprema Lex"), valamint az 1914-1918 évszám található. A Tűzkeresztből háromféle változat készült, de ezek között csak kis eltérés van.

## Lásd még
- Belga katonai kitüntetések listája

## Fordítás
- Ez a szócikk részben vagy egészben  a   Fire Cross 1914-1918 című angol Wikipédia-szócikk fordításán alapul.  Az eredeti cikk szerkesztőit annak laptörténete sorolja fel. Ez a jelzés csupán a megfogalmazás eredetét és a szerzői jogokat jelzi, nem szolgál a cikkben szereplő információk forrásmegjelöléseként.